# Tecnologia prehistòrica
Les tecnologies prehistòriques corresponen al conjunt d'utensilis i eines de pedra; llums d'oli; pintures rupestres; arc i sageta; agulles, entre d'altres. Elaborades per l'home abans de la invenció de l'escriptura. Durant el període de la prehistòria, malgrat l'escassetat de coneixements, l'home es va veure en la necessitat de crear eines i utensilis cada vegada més complexos que li permetessin sobreviure i adequar-se a l'entorn. Utilitzant el seu cervell i mans, l'home va aconseguir desenvolupar una sèrie d'eines de pedra, metall, fusta i pells i una infinitat de materials que depenien de la funció que se li volia donar i que requerien un tractament específic.

## Sèrie de tecnologies
- Eines de pedra: Des de l'any 4.000.000 aC a l'Àfrica oriental, l'home va elaborar una sèrie d'eines de pedra com a ganivets o llances, les quals corresponien a puntes de pedra lligades a mànecs de fusta que daten de 45 mil anys aC Juntament amb això, l'any 250.000 aC s'han trobat restes de destrals a Àfrica, Europa i Àsia. A la Mesopotàmia i Europa occidental s'han trobat restes de llums de pedra llaurada que utilitzaven grassa animal per il·luminar i que daten de 50.000 aC Realitzades amb greix animal també i òxids de manganès a Europa, Proper Orienti i Àfrica, s'han trobat centenars de pintures rupestres elaborades prop del 45.000 aC. En pintures rupestres trobades en el desert del Sàhara, es veu representada una de les eines més importants en la prehistòria, l'arc i la sageta, utensilis ja utilitzats en el 30.000 aC. L'any 20.000 aC, diversos autors[2][3] sostenen que, neix l'agulla, tecnologia utilitzada per a la fabricació de robes amb pells d'animals caçats per l'home.

- Xarxes i teixits: Elaborades durant l'11000-8000 aC i eren tecnologies importantíssimes utilitzades principalment per pobles mediterranis per a la pesca.

- Embarcacions: Tecnologia pertanyent al 7500 aC, primer seran canoes elaborades amb troncs buits, vés-les quadrades, fetes de papir o lli i que només eren capaços de navegar amb el vent a favor, posteriorment neix la vela triangular, amb la qual era possible navegar amb el vent en contra.

Al començament del Neolític, en abandonar la vida nòmada, l'home es va veure en la necessitat de generar artefactes que li permetessin mantenir aigua, grasses i aliments. Per a això, prop de l'any 7000 aC, l'home va crear els atuells d'argila que eren artefactes elaborats amb ceràmica cuita en forns convencionals.
A partir del 6000 aC l'home va elaborar una sèrie de tecnologies com la falç (un instrument útil per segar, tallar o collir); ganivets de coure; el trineu (tecnologia utilitzada per transportar grans pedres en la construcció de temples); tambors i maons.
- Instruments de corda: Prop de l'any 4500 aC l'home va crear hams en els poblats prop del mar Negre. Aquesta tecnologia antecedeix a l'arpa, tocada principalment per mesopotàmics. A partir del 4000 aC al 3500 aC. L'home es va veure en la necessitat de crear tecnologies com l'agulla, tecnologia utilitzada per egipcis per cordar peces com a vestits elaborats amb espines vegetals o de peixos.

Un altre artefacte pertanyent a aquest període és la roda, sorgida a Mesopotàmia i utilitzada en els primers carros de guerra i per al transport de soldats.
En aquest període neixen els mapes, tecnologia rellevant per al segle xvi. Donada la quantitat de descobriments geogràfics, que van forçar la creació de nous mapamundis que incloguessin el continent americà, la costa africana i després les illes dels mars del sud.
El papir va ser una tecnologia que li permetia a l'home poder escriure, posteriorment es va reemplaçar per pells d'animals seques, que portaven el nom de pergamins. Després, l'any 105 dC va ser inventat el paper en Samarcanda pel xinès Tsai Dl.